# 白神岬
座標: 北緯41度23分50.5秒 東経140度11分50.6秒 / 北緯41.397361度 東経140.197389度

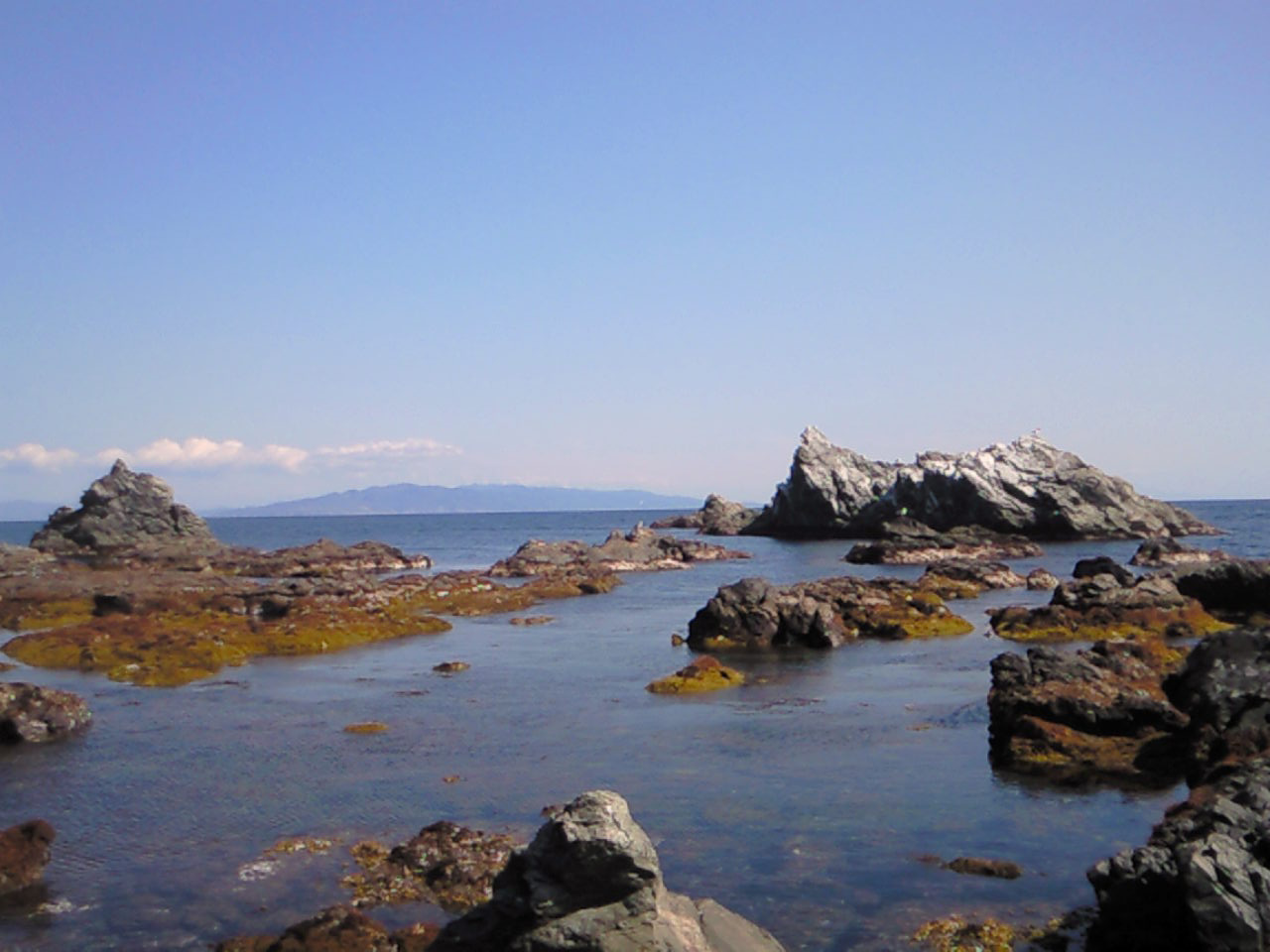
白神岬。海のむこうに見えるのが竜飛崎を含む津軽半島。

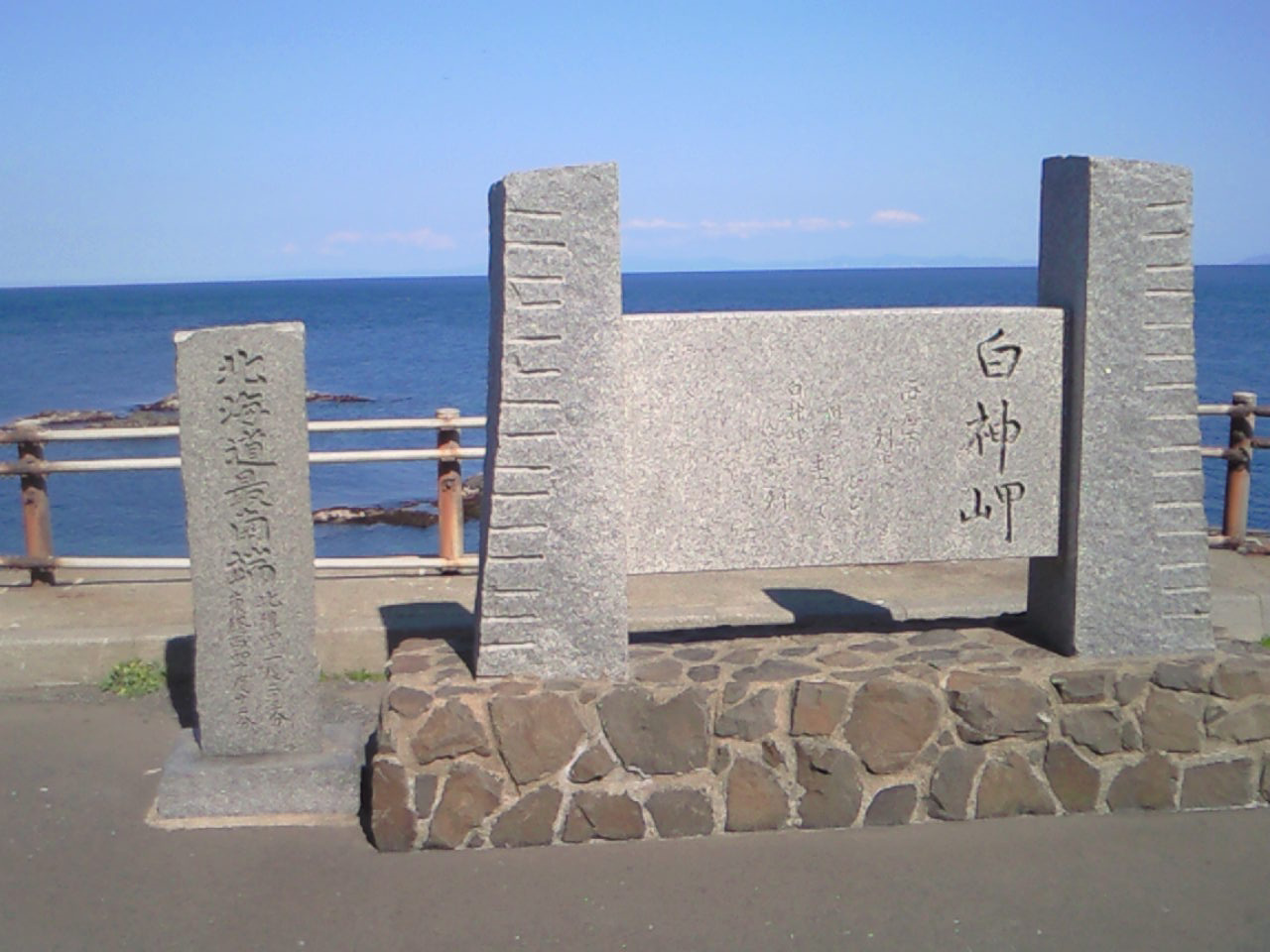
北海道最南端の碑

白神岬（しらかみみさき）は、北海道松前郡松前町に位置する北海道最南端の岬。

## 地理
渡島半島から枝分かれした松前半島の南端で津軽海峡に面する位置にある。周辺は松前矢越道立自然公園に指定されている。
津軽半島の最北端である竜飛崎より19.2キロメートルの距離があり、そこを結んだ東側の地下に北海道新幹線が通過する青函トンネルがある。なお、北海道最南端にある白神岬は本州最北端にある大間崎より南に位置する。
日本有数の渡り鳥の中継地で、春にはシベリア方面へ、秋には越冬のため本州へ年間およそ100万羽の鳥が津軽海峡を渡る。一時、風力発電の鉄塔が建設される予定だったが、渡り鳥を考慮して中止になった。

## アクセス
- JR北海道新幹線・道南いさりび鉄道木古内駅より函館バス松前行乗車約1時間10分「灯台下」停留所下車
- 国道228号に沿った場所にあり、函館市、北斗市方面からは見やすい位置にあるが、松前城方面から行く場合、隧道（白神岬隧道）出口すぐの右手にあるので、自動車などで訪問する際には注意が必要である。

## 周辺
- 白神岬灯台